# Sebastián Fernández Miglierina
Sebastián Bruno Fernández Miglierina (Montevideo, Uruguay, 23 de mayo de 1985) es un futbolista uruguayo. Juega de delantero y su equipo actual es el Danubio Fútbol Club de la Primera División de Uruguay. Actualmente se ubica séptimo en la tabla histórica de máximos goleadores del Campeonato Uruguayo con 115 goles.

## Trayectoria
Sebastián Fernández se formó como jugador en la cantera del Carrasco Lawn Tennis Club, perteneciente a la Liga Universitaria de Deportes de Uruguay, equipo donde surgió también uno de los históricos delanteros de Uruguay como lo es Diego Forlán. De la mano del P.F. Juan Diego Tchakidjian llegó en 2004 a las inferiores del Club Sportivo Miramar Misiones de Uruguay, donde debutó oficialmente en primera. En enero de 2007 pasó a Defensor Sporting Club del mismo país, con el cual, además del campeonato local, disputó la Copa Libertadores de América y la Copa Sudamericana de ese año.
En agosto de 2008 fue cedido al Banfield de la Primera División de Argentina por un año con opción de compra. Arrancado el Clausura 2009 en la Argentina, con la ida del entrenador Jorge Burruchaga y la llegada de Julio César Falcioni, "Papelito" se asentó en el equipo titular, compartiendo la delantera con su compatriota uruguayo, Santiago Silva. En el Apertura 2009 se consagró campeón del fútbol argentino, convirtiendo 3 goles en 16 encuentros jugados. En 2010 jugó con Banfield la Copa Libertadores, quedando eliminado por diferencia de gol en octavos de final frente al posteriormente campeón Inter de Brasil. 
En julio del mismo año fue transferido al Málaga. En agosto de 2010 el delantero internacional uruguayo con pasaporte español, firmó un contrato que lo vincularía con el Málaga por 4 temporadas. A finales de agosto de 2013 abandonó la disciplina del Málaga tras haber disputado 106 encuentros en los que anotó 16 goles, para fichar por el Rayo Vallecano. Tras participar en tan sólo 9 partidos con el conjunto de Vallecas, sufrió una rotura del ligamento cruzado anterior y del menisco externo de la rodilla derecha.
Tras superar la fuerte lesión, regresó a su país natal para incorporarse a Nacional. Luego de su pasaje por el "Bolso", Fernández volvió a su primer club. En febrero, el Carrasco Lawn Tennis Club inició su pretemporada preparando la temporada de 2021 en la Liga Universitaria. Sebastián Fernández vino a la primera práctica junto a su hermano Leandro, y luego se convirtió en titular en el CLT. El domingo 14 de marzo de 2021 debutó con este club en la LUD después de largos años. En el primer tiempo, con asistencia de su hermano, convirtió un gol de cabeza para abrir el marcador. Ya disputando en segundo tiempo, "Papelito" logró convertir el segundo gol para el club tras un contragolpe.
Luego del paso fugaz por el CLT fue contratado por Liverpool en 2021 y luego por Danubio en el 2022. 

## Características
Fernández, es un delantero muy hábil con la pelota en los pies, que destaca por su incansable presión y veloz desmarque. Si bien mide tan solo 1,71 metros, se las arregla perfectamente para complicar a los defensores en las pelotas aéreas.

## Selección nacional
Fernández fue convocado regularmente por Óscar Washington Tabárez a la selección uruguaya y formó parte de los seleccionados que disputaron la Copa Mundial de Fútbol de 2010 en Sudáfrica. Su debut absoluto como internacional fue el 23 de mayo de 2006, en un amistoso ante la selección de Rumania. El 4 de agosto de 2010, fue convocado para jugar un partido amistoso contra Angola en Lisboa.
| Partidos | Partidos                | Partidos                    | Partidos     | Partidos  | Partidos | Partidos        | Partidos                                       | Partidos |
| #        | Fecha                   | Motivo                      | Rival        | Resultado | Goles    | Ciudad          | Notas                                          |          |
| -------- | ----------------------- | --------------------------- | ------------ | --------- | -------- | --------------- | ---------------------------------------------- | -------- |
| 1        | 23 de mayo de 2006      | Amistoso                    | Rumania      | 2-0       |          | Los Ángeles     | Ingresó por Fabián Estoyanoff a los 85'        |          |
| 2        | 25 de mayo de 2008      | Amistoso                    | Turquía      | 3-2       |          | Bochum          | Ingresó por Edinson Cavani a los 46'.          |          |
| 3        | 28 de mayo de 2008      | Amistoso                    | Noruega      | 2-2       |          | Oslo            | Ingresó por Diego Forlán a los 80'.            |          |
| 4        | 12 de agosto de 2009    | Amistoso                    | Argelia      | 0-1       |          | Argel           | Ingresó por Luis Suárez a los 82'.             |          |
| 5        | 14 de noviembre de 2009 | Repechaje Copa Mundial 2010 | Costa Rica   | 1-0       |          | San José        | Ingresó por Luis Suárez a los 80'.             |          |
| 6        | 3 de marzo de 2010      | Amistoso                    | Suiza        | 3-1       |          | Saint Gall      | Ingresó por Jorge Martínez a los 82'.          |          |
| 7        | 16 de junio de 2010     | Copa Mundial 2010           | Sudáfrica    | 3-0       |          | Pretoria        | Ingresó por Edinson Cavani a los 90'.          |          |
| 8        | 6 de julio de 2010      | Copa Mundial 2010           | Países Bajos | 2-3       |          | Ciudad del Cabo | Ingresó por Diego Forlán a los 84'.            |          |
| 9        | 11 de agosto de 2010    | Amistoso                    | Angola       | 2-0       |          | Lisboa          | Fue reemplazado por Edinson Cavani a los 46'.  |          |
| 10       | 8 de octubre de 2010    | Amistoso                    | Indonesia    | 7-1       |          | Yakarta         | Ingresó por Cristian Rodríguez a los 60'.      |          |
| 11       | 12 de octubre de 2010   | Amistoso                    | China        | 4-0       | 83'      | Wuhan           | Ingresó por Diego Forlán a los 63'.            |          |
| 12       | 25 de marzo de 2011     | Amistoso                    | Estonia      | 0-2       |          | Tallin          | Ingresó por Sebastián Abreu a los 68'.         |          |
| 13       | 15 de noviembre de 2011 | Amistoso                    | Italia       | 1-0       | 3'       | Roma            | Fue reemplazado por Emiliano Alfaro a los 82'. |          |
| 14       | 15 de agosto de 2012    | Amistoso                    | Francia      | 0-0       |          | Le Havre        | Ingresó por Diego Forlán a los 88'.            |          |

### Participación en la Copa del Mundo
| Mundial              | Sede      | Resultado    | Partidos | Goles |
| -------------------- | --------- | ------------ | -------- | ----- |
| Copa Mundial de 2010 | Sudáfrica | Cuarto lugar | 2        | 0     |

## Clubes
| Club              | País          | Año         | Partidos | Goles | Asistencias |
| ----------------- | ------------- | ----------- | -------- | ----- | ----------- |
| Miramar Misiones  | Uruguay       | 2004 - 2007 | 75       | 22    |             |
| Defensor Sporting | Uruguay       | 2007 - 2008 | 32       | 15    | 6           |
| Banfield          | Argentina     | 2008 - 2010 | 69       | 15    | 12          |
| Málaga            | España        | 2010 - 2013 | 98       | 15    | 9           |
| Rayo Vallecano    | España        | 2013 - 2014 | 9        | 1     | 0           |
| Nacional          | Uruguay       | 2014 - 2020 | 208      | 48    | 23          |
| Liverpool         | Uruguay       | 2021        | 30       | 8     | 4           |
| Danubio           | Uruguay       | 2022 - act. | 141      | 34    | 14          |
| Total carrera     | Total carrera | 2004 - act. | 662      | 158   | 68          |

### Hat-tricks
| 1 | 1 de octubre de 2006     | Parque Luis Méndez Piana, Montevideo | Miramar Misiones - Tacuarembó  |  | 3 – 1 | Torneo Apertura 2006 |
| 2 | 10 de septiembre de 2022 | Parque Viera, Montevideo             | Montevideo Wanderers - Danubio |  | 0 – 3 | Torneo Clausura 2022 |
| 3 | 26 de febrero de 2023    | Jardines del Hipódromo, Montevideo   | Danubio - Plaza Colonia        |  | 5 – 0 | Torneo Apertura 2023 |
| 4 | 28 de abril de 2024      | Parque Palermo, Montevideo           | Miramar Misiones - Danubio     |  | 3 – 5 | Torneo Apertura 2024 |

## Palmarés

### Títulos nacionales
| Título              | Club              | País      | Año  |
| ------------------- | ----------------- | --------- | ---- |
| Campeonato Uruguayo | Defensor Sporting | Uruguay   | 2008 |
| Torneo Apertura     | Banfield          | Argentina | 2009 |
| Torneo Apertura     | Nacional          | Uruguay   | 2014 |
| Campeonato Uruguayo | Nacional          | Uruguay   | 2015 |
| Campeonato Uruguayo | Nacional          | Uruguay   | 2016 |
| Torneo Intermedio   | Nacional          | Uruguay   | 2017 |
| Torneo Intermedio   | Nacional          | Uruguay   | 2018 |
| Torneo Apertura     | Nacional          | Uruguay   | 2018 |
| Supercopa Uruguaya  | Nacional          | Uruguay   | 2019 |
| Torneo Clausura     | Nacional          | Uruguay   | 2019 |
| Campeonato Uruguayo | Nacional          | Uruguay   | 2019 |
| Torneo Intermedio   | Nacional          | Uruguay   | 2020 |
| Campeonato Uruguayo | Nacional          | Uruguay   | 2020 |